# Elenopoli
Drepanum o Drepana (successivamente ridenominata Elenopoli, in latino Helenopolis, da Costantino I in onore del nome della madre) era una città romana e poi bizantina situata in Bitinia.

## Ubicazione
Situata sul golfo di Nicomedia (oggi di İzmit) sulla costa nord-occidentale dell'attuale Turchia asiatica, si pensa che sorgesse nelle vicinanze dell'attuale villaggio di Hersek (nel distretto di Altınova, provincia di Yalova) dell'omonimo promontorio.

## Storia
A Drepanum nacque probabilmente la madre di Costantino, Elena, in quanto l'imperatore ribattezzò l'insediamento col nome di Elenopoli, elevandola al rango di città.
La città, stando a quanto dice Procopio, fino ai tempi di Giustiniano I, era spoglia di grossi monumenti e opere pubbliche. Giustiniano provvedette ai bisogni della città costruendo un acquedotto che garantisse ai cittadini di non soffrire la sete, restaurò e incrementò i bagni pubblici e costruì nuove chiese, palazzi ed edifici dei magistrati.
La città era situata vicino al fiume Dragone (oggi Yalakdere), chiamato così per il suo percorso tortuoso (Procopio afferma che bisognava passarlo per più di venti volte). Sempre Procopio riferisce che chi per viaggiare era costretto ad attraversare il fiume rischiava di morire annegato a causa dell'improvviso ingrossarsi delle acque di questi e anche che sovente il fiume, per le piogge, usciva fuori dagli argini allagando e distruggendo le campagne circostanti. Giustiniano rese più sicuro il passaggio del fiume costruendo due ponti e inoltre ne regolarizzò il corso tagliando le canne e il bosco, che rallentavano il deflusso in mare.
Nelle vicinanze, alla fine dell'XI secolo, Alessio I Comneno costruì un castello chiamato Kibatos o Civetot per i mercenari anglosassoni che avevano scelto di fuggire dall'Inghilterra dopo la conquista normanna e servire l'imperatore bizantino. Nel 2019, un'indagine accademica ha identificato i resti di Kibatos/Civetot a 3,5 metri sott'acqua nella laguna di Hersek. I resti del castello si estendono per circa 4.200 metri quadrati e sono stati identificati sulla base di somiglianze architettoniche con le descrizioni coeve. Oltre alla scoperta del castello, che si ritiene sia stato abbandonato a causa di terremoti in un momento indeterminato, tra le altre strutture, sono stati trovati resti di un molo e di un faro, che sono stati visitati da Evliya Çelebi e sono noti per essere stati utilizzati dal periodo bizantino fino alla declino dell'Impero Ottomano.

## Storia ecclesiasitica
Elenopoli di Bitinia era una sede suffraganea della metropolia di Nicomedia.
Michel Le Quien menziona nove dei suoi vescovi. Macrino, il primo, si dice che abbia partecipato al concilio di Nicea (325), ma il suo nome non è riportato nelle liste autentiche dei membri del concilio. Verso il 400, la chiesa di Elenopoli fu governata da Palladio di Galazia, amico e difensore di Giovanni Crisostomo, e autore della Historia Lausiaca. L'ultimo vescovo conosciuto assistette al Concilio di Costantinopoli (879-880). Elenopoli compare nelle Notitiae Episcopatuum fino ai secoli XII e XIII.
Elenopoli di Bitinia è inclusa nella lista delle sedi titolari della Chiesa cattolica.